# Фладвуд (тауншип, Миннесота)
Фладвуд (англ. Floodwood) — тауншип в округе Сент-Луис, Миннесота, США. На 2000 год его население составило 325 человек.

## География
По данным Бюро переписи населения США площадь тауншипа составляет 91,9 км², из которых 90,2 км² занимает суша, а 1,7 км² — вода (1,80 %).

## Демография
По данным переписи населения 2000 года здесь находились 325 человек, 117 домохозяйств и 87 семей.  Плотность населения —  3,6 чел./км².  На территории тауншипа расположено 145 построек со средней плотностью 1,6 построек на один квадратный километр. Расовый состав населения: 99,08 % белых. Испанцы или латиноамериканцы любой расы составляли 1,85 % от популяции тауншипа.
Из 117 домохозяйств в 29,1 % воспитывались дети до 18 лет, в 67,5 % проживали супружеские пары, в 3,4 % проживали незамужние женщины и в 24,8 % домохозяйств проживали несемейные люди. 22,2 % домохозяйств состояли из одного человека, при том 6,8 % из — одиноких пожилых людей старше 65 лет. Средний размер домохозяйства — 2,78, а семьи — 3,27 человека.
29,2 % населения — младше 18 лет, 6,2 % — в возрасте от 18 до 24 лет, 24,3 % — от 25 до 44, 27,4 % — от 45 до 64, и 12,9 % — старше 65 лет. Средний возраст — 40 лет. На каждые 100 женщин приходилось 94,6 мужчин.  На каждые 100 женщин старше 18 приходилось 101,8 мужчин.
Средний годовой доход домохозяйства составлял 38 906 долларов, а средний годовой доход семьи —  41 500 долларов. Средний доход мужчин —  32 000  долларов, в то время как у женщин — 21 250. Доход на душу населения составил 17 805 долларов. За чертой бедности находились 2,3 % семей и 5,8 % всего населения тауншипа, из которых 2,8 % младше 18 лет.